# Ambassadeur itinérant des États-Unis pour la justice pénale mondiale
L'ambassadeur itinérant des États-Unis pour la justice pénale mondiale dirige le Bureau de la justice pénale mondiale (en) au sein du département d'État des États-Unis. L'ambassadeur itinérant conseille directement le secrétaire d'État des États-Unis et le sous-secrétaire d'État à la sécurité civile, à la démocratie et aux droits de l'homme (en), et formule les réponses politiques des États-Unis aux atrocités commises dans les zones de conflit et ailleurs dans le monde.
En tant qu'émissaire du président, l'ambassadeur voyage dans le monde entier pour dialoguer avec les chefs d'État et les organisations internationales afin d'obtenir un soutien bilatéral et international en faveur des politiques américaines. Dans ce cadre, l'ambassadeur se rend dans les pays concernés et utilise toute une série d'outils diplomatiques, juridiques, économiques, militaires et de renseignement pour contribuer à garantir la paix et la stabilité et à instaurer l'État de droit. En tant que chef du Bureau de la justice pénale mondiale, cet ambassadeur a également le rang de secrétaire adjoint,.
David Scheffer (en) est le premier ambassadeur itinérant des États-Unis pour les questions relatives aux crimes de guerre (1997-2001).

## Liste d'ambassadeurs
| Image | Nom                         | Entrée en fonction | Fin              |
| ----- | --------------------------- | ------------------ | ---------------- |
|       | David Scheffer (en)         | 5 août 1997        | 20 janvier 2001  |
|       | Pierre-Richard Prosper (en) | 13 juillet 2001    | 12 octobre 2005  |
|       | John Clint Williamson (en)  | 10 juillet 2006    | 8 septembre 2009 |
|       | Stephen Rapp (en)           | 8 septembre 2009   | 7 août 2015      |
|       | Todd F. Buchwald (en)       | 30 décembre 2015   | juillet 2017     |
|       | Morse Tan (en)              | 31 décembre 2019   | 20 janvier 2021  |
|       | Michael Kozak (en)          | 20 janvier 2021    | 17 mars 2022     |
|       | Beth Van Schaack            | 22 mars 2022       | Présent          |